# Ever last
『ever last』（エヴァー・ラスト）は、1992年3月25日に発売された日本のフォークデュオ、ふきのとうのセルフカバーアルバム。

## 概要
- ふきのとう自身初のセルフカバーアルバムで、全曲アコースティック調にアレンジされている。レコーディングに、元オフコースのメンバーだった鈴木康博が参加している。
- タイトルの『ever last』とあるように、ふきのとうにとって最後の新作アルバムとなった。

## 批評
『CDジャーナル』は、「慌ただしい都会生活の中で、忘れがちな情緒をさりげなく運び込んでくれるような、そういう歌が流れ始めると、幼い頃に家路を急ぎながら見た夕日を思い浮かべそうだ。」と批評した。

## 収録曲
- 括弧内は、オリジナルが収録されている作品。「」はシングル、『』がアルバムとする。

| #         | タイトル                                     | 作詞      | 作曲      | 時間  |
| --------- | -------------------------------------------- | --------- | --------- | ----- |
| 1.        | 「やさしさとして想い出として」(『風待茶房』) | 山木康世  | 山木康世  | 4:04  |
| 2.        | 「初恋」(「思い出通り雨」c/w)                | 細坪基佳  | 細坪基佳  | 4:20  |
| 3.        | 「冬銀河」(「冬銀河」)                       | 山木康世  | 山木康世  | 4:31  |
| 4.        | 「夕暮れの街」(「白い冬」c/w)                | 山木康世  | 山木康世  | 4:20  |
| 5.        | 「プラットホーム」(『ふきのとう』)           | 山木康世  | 山木康世  | 3:42  |
| 6.        | 「Time goes by」(『星空のページェント』)     | 細坪基佳  | 細坪基佳  | 4:34  |
| 7.        | 「青空」(「柿の実色した水曜日/青空」)        | 細坪基佳  | 細坪基佳  | 5:16  |
| 8.        | 「もう帰れない」(『011』)                    | 細坪基佳  | 細坪基佳  | 3:36  |
| 9.        | 「LOVE SONG」(「涙のらぶれたあ」c/w)         | 細坪基佳  | 細坪基佳  | 3:43  |
| 10.       | 「僕でいいなら」(『Heartstrings』)           | 細坪基佳  | 細坪基佳  | 4:56  |
| 11.       | 「ステーション」(『金色の森・銀色の風』)     | 山木康世  | 山木康世  | 4:39  |
| 12.       | 「五月雨」(「YABO」c/w)                      | 細坪基佳  | 細坪基佳  | 5:15  |
| 13.       | 「空を飛ぶ鳥」(『思い出通り雨』)             | 山木康世  | 山木康世  | 3:40  |
| 14.       | 「一人ぽっち」(『011』)                      | 山木康世  | 山木康世  | 5:53  |
| 15.       | 「流れゆく河のほとりで」(「雨に濡れて」c/w)  | 細坪基佳  | 細坪基佳  | 3:48  |
| 16.       | 「山のロープウェイ」(『011』)                | 山木康世  | 山木康世  | 4:11  |
| 合計時間: | 合計時間:                                    | 合計時間: | 合計時間: | 70:28 |

## 参加ミュージシャン
ふきのとう
- 山木康世
- 細坪基佳

-Additional Musicians-
- Guitars：鈴木康博・坂元昭二・佐藤満
- Piano：今泉敏郎
- Percussion：浜口茂外也
- Strings：トモダストリングス
- Chorus：坂元昭二・佐藤満・小元勝裕・トム毛利・カズ根本・ペペ大野
- Strings Arrange：今泉敏郎